# Hanna Holopainen
Hanna Holopainen, född 8 oktober 1976 i Villmanstrand, är en finländsk politiker (Gröna förbundet). Hon är ledamot av Finlands riksdag sedan 2019.
Holopainen blev invald i riksdagen i riksdagsvalet 2019 med 2 659 röster från Sydöstra Finlands valkrets.